# Zainab Al Askari
Zainab Al-Askari (6 de fevereiro de 1974) é uma actriz bareinita, além de modelo promocional e modelo popular na região do Golfo Pérsico. Protagonizou e produziu vários programas para televisão antes de retirar-se, depois de 18  em acção. E, apesar de ser uma cidadã bareinita que actuou em várias produções de Baréin, também apareceu como uma das protagonistas  vários programas de televisão de Kuwait e da Arabia Saudita; também é uma modelo promocional para Parachute na região do Golfo Pérsico.

## Carreira
Seu papel mais recente foi como Huda no programa de televisão de Baréin  Hudu'ou wa Awasif  (Silêncio e Tormentas), no que interpreta uma beleza confusa e trágica que não pode decidir entre o verdadeiro amor de sua vida, um pobre ainda homem apaixonado que não pode viver sem ela e seu chefe. Ainda que decide casar com seu chefe, uma postura que fá-la-á socialmente segura, está cheia de culpa pela vida que tem deixado atrás e experimenta breves encontros com seu verdadeiro amor. Enquanto isso, a família que ela tem abandonado se está desmoronando; seu pai está sumido na doença e sua irmã está a cair no perigoso negócio da prostituição. Ao final, muito poucos dos conflitos resolvem-se. Seu pai morre como resultado de sua descoberta da prostituição de sua filha e sua irmã, a prostituta, está obcecada pelas visões de seu pai e mais tarde se volta louca. A própria Huda volta-se tragicamente doente ao final da série e morre. Em seu leito de morte sentou-se seu marido enquanto seu verdadeiro amor olhava desde a janela quadrada da porta. À medida que desce lentamente para o esquecimento, murmura "Sou um pássaro e não posso prender-me, devo ser livre para que todos possam me amar". Com isto, Huda morre e o espectáculo termina.
Em 2005, apareceu em Athary; uma série sobre uma menina amável que enfrenta desafios em sua vida, que determinarão seu destino. Athary foi a primeira série da própria companhia de produção de Zainab Ao Askari (Bint O-Mamlaka). Foi seleccionada a melhor actriz numa série do golfo em 2005 por seu papel em Athary.
Seu último aparecimento foi na série, de 2006, Bela Rahma (Sem piedade); uma história de uma formosa mulher rica; (Fajer) vivendo com sua irmã pequena (Wedd) que tem síndrome de Down, e sua luta com sua primo adicto (Jassim) para viver uma vida pacífica. Bela Rahma foi seleccionada como a melhor série do golfo em 2006, e Zainab Ao Askari também foi seleccionada como a melhor actriz por seu papel por segunda vez.
Seus dois projectos seguintes foram A'Anat Emra'Ah (Maldição de mulher) e Lahthat Tho'Of (Um momento de debilidade).
Em 2009, após anunciar seu retiro do campo artístico, casou-se com Abdullah bin Salem Al Qasimi, o governador-adjunto de Sharjah; tiveram três filhas: Al Zain, Hala, e Al Ghala. Mas, surpreendeu Zainab Al-Askari, a seus fanáticos, ao regressar através das redes sociais, especialmente através dos programas "Entangram" e "Snape Chat." Assim voltou às luzes, após uma ausência de aproximadamente oito anos devido a seu matrimónio e preocupação por sua vida privada.